# 에드먼드 1세
에드먼드 1세(Edmund 1 the Magnificent, 922년~946년 5월 26일)는 잉글랜드의 제2대 국왕이다.

## 같이 보기
- 잉글랜드 국왕